# Le Téléjournal-Estrie
Le Téléjournal Estrie est le seul bulletin d'information régional diffusé 7 jours sur 7 en Estrie. Présenté par Chantal Rivest en semaine et Marie Eve Lacas le week-end, il est diffusé tous les jours à 18 heures à la Télévision de Radio-Canada Estrie (CKSH-DT). D'une durée de 30 minutes, il aborde l'actualité régionale, ainsi que les nouvelles nationales et internationales touchant les Estriens.

## Format
Le Téléjournal Estrie est diffusé en direct chaque jour à 18 heures. Il débute avec les nouvelles régionales et se poursuit avec les nouvelles nationales et internationales importantes. Des segments sont consacrés chaque jour à l'actualité sportive et culturelle régionale ainsi qu'à la météo de l'ensemble de la région.

## Production
L'émission est produite par une équipe éditoriale basée à Sherbrooke, dans les locaux de Radio-Canada Estrie. Cette station intégrée, créée en août 2009 et située au 1335 rue King Ouest à Sherbrooke, regroupe les équipes de la radio, de la télévision et d'Internet.

## Présentateurs
- - Chantal Rivest en semaine
  - Marie Eve Lacas le week-end